# Ilia Parkhomtchouk
Ilia Parkhomtchouk (en russe : Илья Пархомчук) est un joueur russe de volley-ball né le 1er août 1986. Il mesure 2,08 m et joue central.

## Clubs
| Club                               | De        | À         |
| ---------------------------------- | --------- | --------- |
| MGTU Moscou                        | 2004-2005 | 2009-2010 |
| Gazprom-Iourga Sourgout            | 2010-2011 | 2010-2011 |
| Lokomotiv-Izoumroud Iekaterinbourg | 2011-2012 | 2011-2012 |
| VK Kouzbass Kemerovo               | 2012-2013 | 2012-2013 |
| VK Grozny                          | 2013-2014 | ...       |